# Shire of Hepburn
El Shire of Hepburn és una àrea de govern local dins de l'Estat de Victòria, a Austràlia, situat en la part central de l'estat. Cobreix una àrea d'1,473 quilòmetres quadrats (569 milles quadrades) amb una població el juny de 2018 de 15.812 habitants..
Inclou les ciutats de Clunes, Creswick, Daylesford, Hepburn Primaveres i Trentham i els pobles de Glenlyon, Allendale, Kingston, Leonard's Hill, Lyonville, Newlyn, Denver i Smeaton.
Es va formar l'any 1995 de l'agrupació del Shire de Creswick, Shire de Daylesford i Glenlyon i parts del Shire de Kyneton i Shire de Talbot i Clunes.
El Shire és governat i administrat pel Hepburn Shire Council; la seu del govern local i el centre administratiu es troba a la seu de consell a Daylesford. També té un centre de servei localitzat a Creswick.

## Consell

### Composició actual
El consell està compost de cinc divisions i set regidors, amb dos regidors per Creswick i Birch i un regidor per les restants divisions.
| Divisió  | Regidor      | Regidor          | Notes            |
| -------- | ------------ | ---------------- | ---------------- |
| Birch    |              | Fiona Robson     |                  |
| Birch    | Kate Sequoia |                  |                  |
| Cameron  |              | Neil Newitt      |                  |
| Coliban  |              | Licia Kokocinski | Alcalde          |
| Creswick |              | Don Henderson    |                  |
| Creswick | Greg Maig    |                  |                  |
| Holcombe |              | John Cottrell    | Tinent d'alcalde |

### Administració i govern
El consell es reuneix en els Saló de Plens de l'ajuntament a la seu de les Oficines municipals de Daylesford, que també són la seu de les activitats administratives del consell. També proporciona serveis d'atenció al client a la seu del centre administratiu a Daylesford, i a Creswick.